# لويس هنت (لاعب كريكت)
لويس هنت (بالإنجليزية: Louis Hunt )‏ (9 نوفمبر 1908 في المملكة المتحدة - 2002) هو لاعب كريكت بريطاني. لعب مع Europeans cricket team ‏.

## وصلات خارجية
- لويس هنت على موقع إي آس بي آن كريك إنفو (الإنجليزية)